# Marc Pena
Pour les articles homonymes, voir Pena.
Marc Pena, né le 7 mai 1960 à Marseille, est un universitaire et homme politique français.
Lors des élections municipales de 2020, il conduit la liste « Aix en Partage », soutenue par le PS, dont il est membre, le PCF, LFI et Génération·s. Arrivé en troisième position au second tour, il est élu conseiller municipal et métropolitain d'Aix-en-Provence.
En 2024, à l'occasion des élections législatives anticipées, il est élu député de la 11e circonscription des Bouches-du-Rhône. Il siège à la commission des Lois de l'Assemblée nationale.

## Biographie

### Jeunesse et carrière professionnelle
Marc Pena est originaire de Marseille.
Ses parents étaient des immigrés espagnols. Son grand-père et sa grand-mère paternels étaient républicains et ont combattu le franquisme lors de la guerre civile espagnole. Sa grand-mère fut incarcérée.
Il étudie le droit à la faculté d'Aix, où il milite à l'UNEF, et devient historien du droit. Il obtient son doctorat en 1989 puis son agrégation en 1996.
Doyen de la faculté de droit d'Aix-Marseille à partir de 2004, il contribue avec ses pairs à la mise en place de l'université unique (Aix-Marseille Université) et est, pendant la période de transition, président de l'université Paul-Cezanne (2008-2012) et du Pôle de recherche et d'enseignement supérieur regroupant les trois entités dans le cadre de la fusion. En 2012, Yvon Berland lui est préféré pour prendre la présidence de la nouvelle université d'Aix-Marseille. Marc Pena est en est toutefois vice-président jusqu'en 2016.
Il enseigne toujours l'Histoire du droit à l'Université d'Aix-Marseille.

### Engagement politique
Son premier combat politique après les années étudiantes élu Unef, il le mène en 2002 en soutenant la campagne de Jean-Pierre Chevènement pour l'élection présidentielle. Il sera référent départemental du Mouvement des citoyens.
Pendant la campagne municipale de 2020 à Aix-en-Provence, le collectif « Aix en Partage » — regroupant notamment le PS, le PCF, Génération.s et LFI — le désigne comme chef de file en qualité de représentant de la société civile non encarté,. La liste qu'il mène arrive en troisième position du premier tour, avec 15,88 % des voix. Entre les deux tours, il refuse une alliance avec La République en marche contre la maire sortante Les Républicains, Maryse Joissains-Masini, et maintient sa candidature. Maryse Joissains-Masini est réélue avec 43,5 % des suffrages, devant Anne-Laurence Petel (LREM à 32,12 %) et Marc Pena (24,34 %). Marc Pena devient alors conseiller municipal et métropolitain, siégeant dans les rangs de l'opposition.
Lors des élections législatives de 2024, Marc Pena est le candidat du Nouveau Front populaire dans la 11e circonscription des Bouches-du-Rhône, qui comprend une partie d'Aix-en-Provence. Au premier tour, il rassemble 27,54 % des voix, derrière Hervé Fabre-Aubrespy du Rassemblement national (38,87 %) mais devant le député sortant d'Ensemble Mohamed Laqhila (26,38 %). Bénéficiant du retrait de ce dernier, il est élu député de justesse avec 50,23 % des suffrages. Au lendemain de son élection, il adhère au Parti socialiste.
À l'Assemblée nationale, il siège à la commission des Lois constitutionnelles, de la législation et de l’administration générale de la République.

## Synthèse des résultats électoraux

### Élections municipales
| Année | Parti | Parti               | Commune         | 1er tour | 1er tour | 1er tour | 2d tour | 2d tour | 2d tour |
| Année | Parti | Parti               | Commune         | Voix     | %        | Rang     | Voix    | %       | Issue   |
| ----- | ----- | ------------------- | --------------- | -------- | -------- | -------- | ------- | ------- | ------- |
| 2020  |       | Aix en partage (UG) | Aix-en-Provence | 4 986    | 15,88    | 3e       | 7 250   | 24,34   | 3e      |

### Élections législatives
| Année | Parti | Parti  | Circonscription          | 1er tour | 1er tour | 1er tour | 2d tour | 2d tour | 2d tour |
| Année | Parti | Parti  | Circonscription          | Voix     | %        | Rang     | Voix    | %       | Issue   |
| ----- | ----- | ------ | ------------------------ | -------- | -------- | -------- | ------- | ------- | ------- |
| 2024  |       | NFP-PS | 11e des Bouches-du-Rhône | 17 374   | 27,54    | 2e       | 29 570  | 50,23   | Élu     |